# Bertold V. z Andechsu
Bertold V. z Andechsu (německy Berthold V. von Andechs, Berthold V. von Meran, nebo Berthold von Aquileia; 1180? Bamberk – 23. května 1251, Aquileia) byl arcibiskup kaločský, patriarcha aquilejský a také bán chorvatský, slavonský a dalmatský. Zasloužil se o výstavbu katedrály Zvěstování Panny Marie v Udine.

## Život

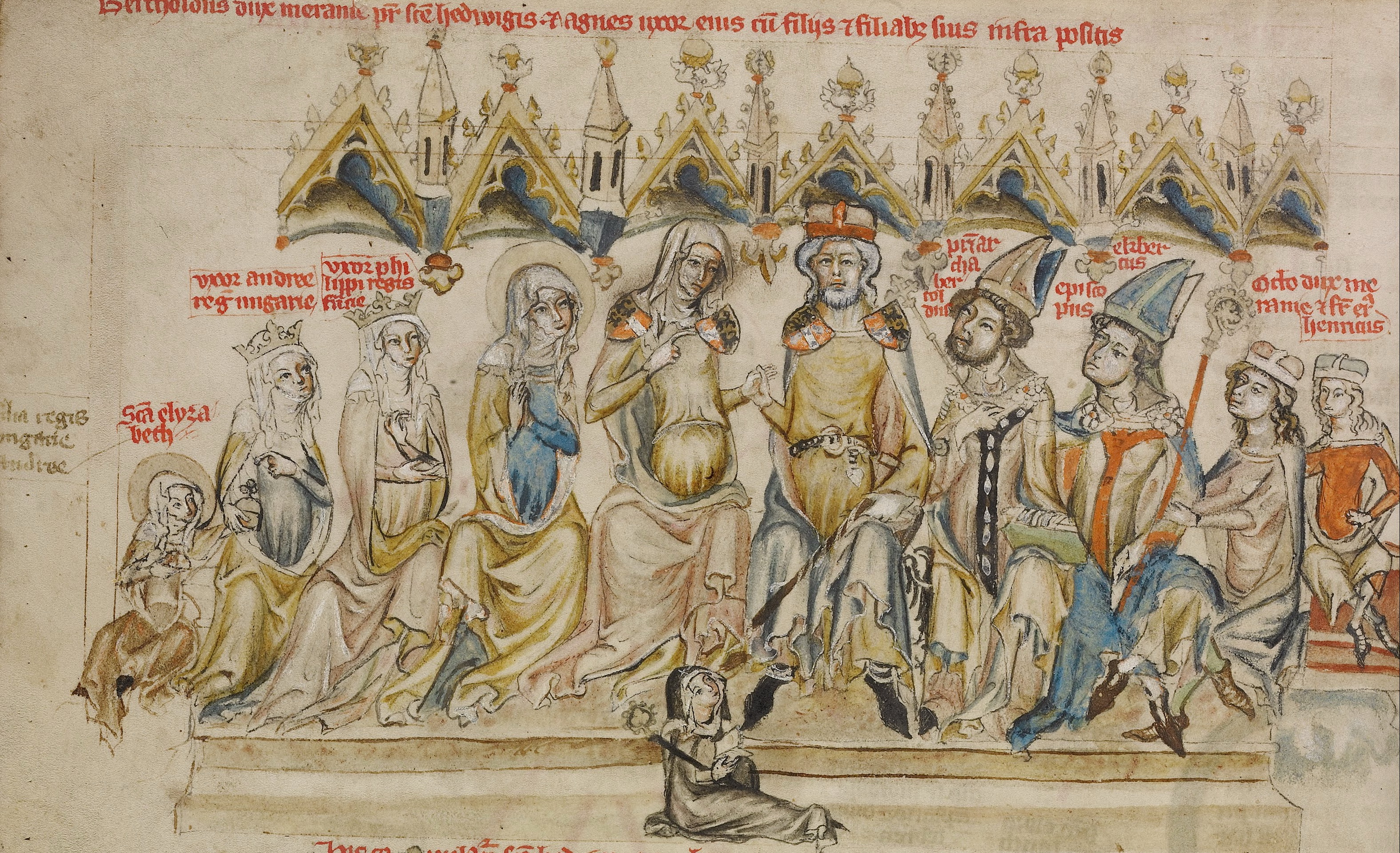
Bertold se svými rodiči a sourozenci (středověká iluminace, Ostrovský kodex)

Byl mladším synem meranského vévody Bertolda a Anežky, dcery lužického markraběte Dediho Wettinského a byla mu určena církevní kariéra.
Roku 1203 se stal proboštem u bamberské kapituly a po sňatku sestry Gertrudy se přesunul do Uher, kde byl na základě intervence svého švagra krále Ondřeje II. roku 1206 zvolen kaločským arcibiskupem. Papež však volbu nepotvrdil, snad kvůli nízkému věku elekta a Bertold se věnoval dalšímu studiu v italské Vicenze.
Po návratu ze studií roku 1209 mu švagr Ondřej II. udělil titul bána. Roku 1212 jej navíc ustanovil svým zástupcem a navrch přidal titul vévody sedmihradského, což popudilo uherské magnáty, již tak dost znechucené systematickým protežováním cizinců. O rok později využili královy nepřítomnosti, Bertolda obvinili ze zneuctění choti župana Petra a nenáviděnou královnu zabili.
| „                           | Zabili královu ženu, jeho švagr, patriarcha aquilejský, stěží uprchl a bylo pobito mnoho Němců... | “ |
| — Haličsko-volyňský letopis |                                                                                                   |   |

10. února 1218 jmenoval papež Honorius III. Bertolda patriarchou aquilejským. Roku 1236 společně s bratrem Ekbertem, biskupem bamberským, napadl Štýrsko rakouského vévody Fridricha Bojovného  Podporoval císaře proti Lombardské lize a stejně tak byl ve sporu mezi papežem a císařem oddaným stoupencem Fridricha II., což mu roku 1239 vyneslo exkomunikaci, která byla o dva roky později zrušena na přímluvu uherského krále Bély IV., jeho synovce. V dalších letech se snažil být prostředníkem mezi císařem a papežem.
Zemřel v květnu 1251 v Aquileji a jeho skonem zanikl v mužské linii rod Andechsů.